# Li Meiju
Li Meiju (Hebei, 23 januari 1981) is een Chinese kogelstootster. Ze werd tweemaal Aziatisch kampioene op deze discipline.

## Biografie
In 2002 won Meiju het kogelstoten op de Aziatische Spelen. In 2003 en 2005 werd ze kampioene kogelstoten bij de Aziatische kampioenschappen. Op de Olympische Spelen van Athene in 2004 behaalde ze met 18,37 m een negende plaats. Haar persoonlijk record van 19,09 behaalde ze in september 2007 in Ürümqi.
Op de wereldkampioenschappen atletiek 2007 in Osaka werd Li Meiju tiende met een afstand van 18,83. Een jaar later behaalde ze knap een bronzen medaille op het WK indoor in het Spaanse Valencia. Met een verste poging van 19,09 evenaarde ze haar outdoor-PR en eindigde ze achter de Nieuw-Zeelandse Valerie Vili (goud; 20,19) en de Wit-Russische Nadzeja Astaptsjoek (zilver; 19,74).
Op de Olympische Spelen van 2008 schoof ze één plaatsje op ten opzichte van haar prestatie van vier jaar daarvoor in Athene: in Peking werd ze achtste met een stoot van 19,00, waarmee ze overigens maar 9 centimeter onder haar PR-prestatie bleef. Een jaar later plaatste ze zich in de finale van de wereldkampioenschappen atletiek 2009 in Berlijn waar ze met een beste poging van 18,76 genoegen moest nemen met een zevende plaats.

## Titels
- Aziatisch kampioene kogelstoten - 2003, 2005

## Persoonlijke records
| Onderdeel             | Prestatie | Datum            | Plaats   |
| --------------------- | --------- | ---------------- | -------- |
| kogelstoten (outdoor) | 19,18 m   | 16 augustus 2008 | Peking   |
| kogelstoten (indoor)  | 19,09 m   | 9 maart 2008     | Valencia |

## Prestaties
| Jaar | Wedstrijd                        | Plaats     | Resultaat | Onderdeel   | Prestatie |
| ---- | -------------------------------- | ---------- | --------- | ----------- | --------- |
| 1999 | Aziatische jeugdkampioenschappen | Singapore  | 1e        | kogelstoten | 18,62 m   |
| 2000 | WK junioren                      | Santiago   | 2e        | kogelstoten | 16,57 m   |
| 2002 | Aziatische Spelen                | Busan      | 1e        | kogelstoten | 18,62 m   |
| 2003 | WK                               | Parijs     | 11e       | kogelstoten | 17,92 m   |
| 2003 | Afro Aziatische Spelen           | Haiderabad | 1e        | kogelstoten | 17,61 m   |
| 2003 | Aziatische kampioenschappen      | Manilla    | 1e        | kogelstoten | 18,45 m   |
| 2004 | WK indoor                        | Boedapest  | 5e        | kogelstoten | 18,69 m   |
| 2004 | Olympische Spelen                | Athene     | 9e        | kogelstoten | 18,37 m   |
| 2005 | WK                               | Helsinki   | 5e        | kogelstoten | 18,35 m   |
| 2005 | Universiade                      | İzmir      | 2e        | kogelstoten | 18,48 m   |
| 2005 | Aziatische kampioenschappen      | Manilla    | 1e        | kogelstoten | 18,64 m   |
| 2006 | Aziatische Spelen                | Doha       | 2e        | kogelstoten | 18,08 m   |
| 2007 | WK                               | Osaka      | 6e        | kogelstoten | 18,83 m   |
| 2008 | WK indoor                        | Valencia   | 3e        | kogelstoten | 19,09 m   |
| 2008 | Olympische Spelen                | Peking     | 8e        | kogelstoten | 19,00 m   |
| 2009 | WK                               | Berlijn    | 7e        | kogelstoten | 18,76 m   |